# Brendl See
Brendl See eller Brendlsee är en sjö i Österrike.   Den ligger i förbundslandet Tyrolen, i den västra delen av landet, 400 km väster om huvudstaden Wien. Brendl See ligger 1 910 meter över havet. Den högsta punkten i närheten är Vorderer Tajakopf, 2 450 meter över havet, väster om Brendl See.